# Tűzmolyok
A tűzmolyok (Pyraustinae) a valódi lepkék közül a fényiloncafélék (Pyralidae) családjának egyik alcsaládja. Korábban egyes rendszerezők önálló családként (Pyraustidae) különítették el őket.
Sok faj tartozik ide; többségük a trópusi, illetve szubtrópusi övben él. A lepkék este és éjjel repülnek, csak egyes sztyeppi fajok kedvelik a napfényt. Sok faj a hernyói virágos növényeken készített szövedékben élnek, de egyesek, a vízi életmódhoz alkalmazkodtak. Hazánkból hetvenegy fajukat ismerjük, köztük fontos kártevőket.

## Ismertebb fajok
- muszkamoly (avagy rétimoly; Loxostege sticticalis L., 1761)
- kukoricamoly (Ostrinia nubilalis Hb., 1796)
- mocsári tűzmoly (Ostrinia palustralis) – természetvédelmi értéke: 5000 Ft
- fehérfoltos kormosmoly (Algedonia luctualis) – természetvédelmi értéke: 10 000 Ft